# Josep Seguer
Josep Seguer Sans (* 6. Mai 1923 in Parets del Vallès; † 1. Januar 2014 in Vandellòs i l’Hospitalet de l’Infant) war ein spanischer Fußballspieler und -trainer.

## Karriere
Beginnend mit dem Jahre 1943 verbrachte Seguer 14 Spielzeiten beim FC Barcelona. In dieser Zeit erzielte der Abwehrspieler in 214 Ligaspielen 38 Tore, gewann fünf spanische Meisterschaften, zweimal den Latin Cup und je viermal den spanischen Pokal und den spanischen Superpokal. In der Saison 1951/52 war er Bestandteil des legendären Barça de les Cinc Copes (Fünf-Pokale-Barça), das in dieser Saison alle letztgenannten Pokale und die Martini-Rossi-Trophäe in einer Saison holte.
Am 1. Juni 1952 bestritt er sein erstes Länderspiel für Spanien beim 6:0-Erfolg über Irland. Insgesamt spielte er viermal für die spanische Nationalelf.
Nach seiner Spielerkarriere trainierte Seguer 1959 zunächst Betis Sevilla und von 1964 bis 1966 UE Lleida. 1969 kehrte er als Trainer zum FC Barcelona zurück, um Salvador Artigas zu ersetzen. Seguer übernahm als Übergangscoach und wurde nach zehn Ligaspielen durch Vic Buckingham ersetzt. Von 1970 bis 1972 trainierte er die zweite Mannschaft des FC Barcelona, den FC Barcelona Atlètic.
Seguer starb am 1. Januar 2014.

## Erfolge
Spieler:
- Spanische Meisterschaft: 1945, 1948, 1949, 1952, 1953
- Copa de S.E. El Generalísimo: 1951, 1952, 1953, 1957
- Copa de Oro Argentina: 1945
- Copa Eva Duarte: 1948, 1952, 1953
- Latin Cup: 1949, 1952

## Einzelnachweis
1. ↑  El Periódico / Barcelona: Mor Josep Seguer, llegenda del Barça de les Cinc Cope. In: elperiodico.cat. 28. November 2014, abgerufen am 21. Januar 2017 (katalanisch).

| Personendaten    | Personendaten                          |
| ---------------- | -------------------------------------- |
| NAME             | Seguer, Josep                          |
| ALTERNATIVNAMEN  | Josep Seguer Sans (vollständiger Name) |
| KURZBESCHREIBUNG | spanischer Fußballspieler und -trainer |
| GEBURTSDATUM     | 6. Mai 1923                            |
| GEBURTSORT       | Parets del Vallès                      |
| STERBEDATUM      | 1. Januar 2014                         |
| STERBEORT        | Vandellòs i l’Hospitalet de l’Infant   |